# Virgin MVR-02
La Virgin MVR-02 è una vettura di Formula 1 costruita dalla scuderia Virgin, per partecipare al Campionato del Mondo 2011.
È stata presentata presso il Television Centre della BBC di Londra il 7 febbraio 2011. I piloti sono il tedesco Timo Glock (confermato), e l'esordiente belga Jérôme d'Ambrosio, che aveva già svolto le prove libere del venerdì per la casa anglo-russa, in quattro appuntamenti del 2010. La MVR-02 è progettata interamente al computer con la tecnica della CFD, senza l'ausilio di una galleria del vento, come la precedente VR-01.
Da questa stagione la scuderia corre con licenza russa e con la denominazione di Marussia Virgin Racing, dopo che il costruttore automobilistico Marussia Motors è entrato nel capitale del team. Per tale ragione nella sigla della vettura da questa stagione viene aggiunta una M.

## Livrea
La vettura ha una livrea nera con un'ampia fascia rossa.

## Piloti
- Timo Glock -  - n.24
- Jérôme d'Ambrosio -  - n.25
- Sakon Yamamoto -  - Terzo Pilota (gare 1-3)
- Robert Wickens -  - Terzo Pilota (gare 7-19)

Dal Gran Premio del Canada Robert Wickens è nominato quale terzo pilota.

## Stagione 2011

### Test
Nei primi test svolti sul Circuito Ricardo Tormo di Valencia la scuderia presenta ancora la vettura del 2010. L'esordio della nuova vettura è avvenuto il 10 febbraio sul Circuito di Jerez con Timo Glock alla guida. Due giorni dopo è stato il turno di Jérôme d'Ambrosio. Nell'ultima giornata dei test a Jerez la vettura ha fatto riscontrare alcuni problemi, potendo girare molto poco.
Nei primi test svolti sul Circuito di Barcellona la vettura ha mostrato una certa affidabilità ma facendo segnare tempi distanti dalle vettura più competitive, venendo sopravanzata anche dalla Hispania F110.
Nei test di marzo, sempre sulla pista catalana, la situazione non è migliorata; la vettura ha fatto spesso segnare tempi molto lontani dai primi.

### Campionato
La vettura continua a non risultare particolarmente competitiva. Non vengono segnati risultati di rilievo, e la monoposto è sempre costretta a lottare per le ultime posizioni con le Hispania. Chiude dodicesima, e ultima, nella classifica costruttori.

## Risultati F1
| Anno | Team                   | Motore                 | Gomme | Piloti     |    |     |    |    |    |     |    |    |    |    |    |    |     |     |    |    |     |     |     | Punti | Pos. |
| ---- | ---------------------- | ---------------------- | ----- | ---------- | -- | --- | -- | -- | -- | --- | -- | -- | -- | -- | -- | -- | --- | --- | -- | -- | --- | --- | --- | ----- | ---- |
| 2011 | Marussia Virgin Racing | Cosworth CA2011 2.4 V8 | P     | Glock      | NC | 16  | 21 | NP | 19 | Rit | 15 | 21 | 16 | 17 | 17 | 18 | 15  | Rit | 20 | 18 | Rit | 19  | Rit | 0     | 12º  |
| 2011 | Marussia Virgin Racing | Cosworth CA2011 2.4 V8 | P     | D'Ambrosio | 14 | Rit | 20 | 20 | 20 | 15  | 14 | 22 | 17 | 18 | 19 | 17 | Rit | 18  | 21 | 20 | 16  | Rit | 19  | 0     | 12º  |
| 2011 | Marussia Virgin Racing | Cosworth CA2011 2.4 V8 | P     | Wickens    |    |     |    |    |    |     |    |    |    |    |    |    |     |     |    |    |     | SP  |     | 0     | 12º  |

| Legenda | 1º posto     | 2º posto | 3º posto    | A punti         | Senza punti/Non class.  | Grassetto – Pole position Corsivo – Giro più veloce |
| Legenda | Squalificato | Ritirato | Non partito | Non qualificato | Solo prove/Terzo pilota | Grassetto – Pole position Corsivo – Giro più veloce |